# 競馬のおはなし
競馬のおはなし（けいばのおはなし）は、株式会社競馬のおはなしが運営する競馬ニュースメディアである。

## 概要
2016年2月に当初は装蹄師・西内荘の公式サイトとして開設し、競馬トークバラエティ番組「競馬のおはなし」との連動として、情報を発信していた。
競馬トークバラエティ番組「競馬のおはなし」は、競馬番組では初めてAbema FRESHとニコニコ生放送の同時生放送を行っていた。出演者には、ディープインパクトの装蹄師・西内荘を中心に、司会の見栄晴、当時CanCam専属モデルだった坂田梨香子を交えてトークを展開。武豊をゲストに迎えた回では、佐野量子が飛び入り参加するなど、競馬界の豪華ゲストが登場することもあり、ネットならではの競馬番組として人気を博した。
その後、2016年11月14日に西内荘の公式サイトから、現在の「競馬のおはなし」としてリニューアルされた。
現在はYahoo!ニュース、スマートニュースなどに競馬ニュースを配信する競馬ニュースメディアとして運営されており、武や西内がコラムを掲載するなど、競馬ニュースメディアの独自路線を進んでいる。

## 主なサービス

### 競馬ニュース
主に中央競馬、地方交流レースを中心としたニュース速報。
競馬に関わることは積極的に配信し、Yahoo!ニュース、LINEニュース、スマートニュース、グノシー、ライブドアニュース、BIGLOBEニュース、ニコニコニュース、スポーツブルにもニュース提供を行なっている。

### 動画コンテンツ
セレクトセールなどの競馬関連動画が不定期で配信されている。

### 競馬コラム
- 武豊日記[6]
- 装蹄師 / 西内荘コラム[7]

### 競馬予想
外厩を中心とした重賞レースの予想が配信されている。

### ギャラリー
カメラマンによるギャラリー

### 会員限定ニュース
装蹄師・西内荘による、ここでしか聞けない担当馬の様子や状態、装蹄の感触が良かった馬を紹介している。